# Dwornowo
Dwornowo (biał. Дворнава; ros. Дворново) – agromiasteczko na Białorusi, w obwodzie witebskim, w rejonie szarkowszczyński, w sielsowiecie Łużki.

## Historia
W czasach zaborów w gminie Łużki, w powiecie dzisieńskim, w guberni wileńskiej Imperium Rosyjskiego.
W latach 1921–1945 wieś leżała w Polsce, w województwie wileńskim, w powiecie dziśnieńskim w gminie Łużki.
Według Powszechnego Spisu Ludności z 1921 roku zamieszkiwało tu 77 osób, 66 było wyznania rzymskokatolickiego a 11 prawosławnego. Jednocześnie 67 mieszkańców zadeklarowało polską a 10 białoruską przynależność narodową. Było tu 13 budynków mieszkalnych. W 1931 w 11 domach zamieszkiwało 65 osób.
Wierni należeli do parafii rzymskokatolickiej i prawosławnej w Łużkach. Miejscowość podlegała pod Sąd Grodzki w Łużkach i Okręgowy w Wilnie; właściwy urząd pocztowy mieścił się w Łużkach.
W wyniku napaści ZSRR na Polskę we wrześniu 1939 miejscowość znalazła się pod okupacją sowiecką. 2 listopada została włączona do Białoruskiej SRR. Od czerwca 1941 roku pod okupacją niemiecką. W 1944 miejscowość została ponownie zajęta przez wojska sowieckie i włączona do Białoruskiej SRR.
Od 1991 w składzie niepodległej Białorusi.